# Butters Stotch
Leopold (Butters) Stotch is een personage uit de animatieserie South Park. Zijn naam is gebaseerd op het Engelse butterscotch, een soort toffee.

## Biografie
Butters is een blond jongetje van 10 jaar, geboren op 11 september, en zit in de 4de klas van South Park Elementary. Hij is een erg lief, schattig maar vooral naïef kind en is zeer bijgelovig. Na de dood van Kenny in serie 5 werd hij de vierde vriend van Stan, Kyle en Cartman voor de helft van serie 6. Maar in aflevering #606 (Professor Chaos) wordt hij verstoten omdat ze hem te dommig ("lame") vinden. Hij wordt vervangen door Tweek. Sindsdien verkleedt hij zich vaak als Professor Chaos en gaat hij om met de kleuter Dougie. (Die op zijn beurt de schurk General Disarray speelt)
Butters heeft een vriendelijk maar ook erg naïef karakter. Hier maken de jongens, en dan met name Cartman, gretig misbruik van. Butters moet altijd de vervelende klusjes opknappen, bijvoorbeeld zichzelf als meisje vermommen om een 'Cootie Catcher' te stelen. Ook heeft Cartman hem eens meerdere dagen in een schuilkelder vastgehouden zodat hij in Butters' plaats naar Kyles verjaarspartijtje in Casa Bonita kon gaan. De goedgelovige Butters werd wijsgemaakt dat er een meteoor op aarde was neergestort. En wanneer Kenny Butters in de aflevering Good Times with Weapons per ongeluk een ninjaster in het oog gooit, overtuigen de jongens hem dat hij zich als hond moet vermommen en voordoen zodat de dierenarts hem kan behandelen (Butters kon niet naar het ziekenhuis omdat dan de ouders erachter zouden komen dat de jongens met wapens speelden).
In de aflevering AWESOM-O vertelt hij over zijn darmprobleem, waardoor hij zijn sluitspier niet kan bedwingen. Hij moet hierdoor luiers naar school dragen en elke dag een zetpil gebruiken. Uiteindelijk neemt hij in deze aflevering wel wraak op Cartman voor zijn streken.
Butters kwam als eerst voor in de aflevering Cartman Gets an Anal Probe, waar hij niet aan het woord kwam. Pas in Two Guys Naked In A Hot Tub speelde hij zijn eerste grote rol. In You got F'd in the A (aflevering 805) blijkt hij tapdanskampioen van Colorado te zijn geweest, al wil hij daar liever niet aan herinnerd worden.
In Aflevering 1204 Canada On Strike speelt en zingt Butters een liedje van Samwell, What What In The Butt. In die aflevering stond hij bekend als 'That Little Gay Kid'. Hij heeft ook zijn eigen liedje in een aflevering.